# Juan Abad Cabrera
Juan José Abad Cabrera (Huancavelica, 23 de enero de 1956) es un político peruano. Fue diputado por Huancavelica durante el periodo 1990-1992 y actualmente es el secretario general del partido Acción Popular, desde el 2023 - 2025.

## Carrera política

### Diputado por Huancavelica
Participó en las elecciones parlamentarias de 1990 como candidato a diputado por el departamento de Huancavelica por el Frente Democrático resultando elegido. Su mandato se vio interrumpido el 5 de abril de 1992 debido al autogolpe del presidente Alberto Fujimori.
Tentó sin éxito su reelección como congresista en las elecciones parlamentarias de 1995 por el Frente Independiente Moralizador y luego en las elecciones del 2011 por la Alianza Perú Posible. Participó en las elecciones regionales del 2002 como candidato al Gobierno Regional de Huancavelica por Acción Popular quedando en sexto lugar. Asimismo, tentó la alcaldía de la Provincia de Tayacaja en las elecciones municipales de 1998 sin obtener la representación.